# Шеперд (Мичиген)
Шеперд (енгл. Shepherd) град је у америчкој савезној држави Мичиген.

## Демографија
По попису из 2010. године број становника је 1.515, што је 21 (-1,4%) становника мање него 2000. године.
| Група             | 2000.         | 2010.         |
| Белци             | 1.458 (94,9%) | 1.407 (92,9%) |
| Афроамериканци    | 7 (0,5%)      | 7 (0,5%)      |
| Азијати           | 5 (0,3%)      | 5 (0,3%)      |
| Хиспаноамериканци | 36 (2,3%)     | 49 (3,2%)     |
| Укупно            | 1.536         | 1.515         |